# Върбан Винаров
Върбан Николов Винаров е български офицер, възпитаник на Роберт колеж и генерал-майор от сухопътните войски на България.

## Биография
Върбан Николов Винаров е роден в гр. Русе, България през 1856 г. На двадесет години завършва Роберт колеж в Цариград. След Освобождението учи във военното училище в София. Служи в Русчукска № 23 пеша дружина.
На 21 януари 1880 г. Иван Ведър отвежда трима русенски младежи – поручик Върбан Винаров, Тома Кърджиев, прокурор в Окръжния съд и чиновника Йордан Джумалиев в Букурещ, където ги въвежда в масонската ложа „Хелиополис“, подчинена на Великия изток на Франция. След подготовка на съответния ритуал, на 18 февруари същата година в дома на Ведър в Русе става официалното провъзгласяване на първата масонска ложа в страната под името „Балканска звезда“ №134. В списъка на русенската ложа поручик Винаров е записан под №6, притежаващ масонската III степен. Той е включен и в ръководството на ложата като изпълняващ длъжността на I надзирател, т.е. вторият човек след почетния майстор Иван Ведър. Винаров е флигел-адютант на княз Александър I Батенберг от 1884 г.

### Сръбско-българска война (1885)
Участва в Сръбско-българската война (1885). След войната е помощник-началник на щаба на армията, а от 1887 г. е началник на Военното училище. В периода 5 март 1891 – 1 май 1892 командва 9-и пехотен пловдивски полк. По-късно завършва Николаевската генералщабна академия в Санкт Петербург. Заема висши командни длъжности в българската армия и на 44-годишна възраст става генерал-майор от Генералния щаб и инспектор на кавалерията (1900 – 1908 г.). През 1907 г. е делегат на Втората световна мирна конференция в Хага. През 1897 г. е началник на Преславската 4-та пехотна дивизия.
Генерал Винаров умира 5 март 1908 г. във Виена и е погребан в София.

### Семейство
Той е женен за Елиза – дъщеря на д-р Георги Вълкович, министър на външните работи, дипломатически агент в Цариград. Винаров е имал пет деца. Дъщеря му Бистра е била съпруга на Симеон Радев – участник в Балканската войнаи Македоно-одринското опълчение, историограф, дипломат, публицист и журналист, автор на книгата „Строителите на съвременна България“. Синът на Винаров, поручик Георги Винаров, загива през Междусъюзническата война. Една от дъщерите на другата сестра на кмета Петър Винаров – Аника, е Невяна Панайотова Станчева – известна на по-старите русенци като д-р Пашова, лекар педиатър.

## Военни звания
- Прапоршчик (10 май 1879)
- Подпоручик (1 ноември 1879, преименуван)
- Поручик (30 август 1882)
- Капитан (30 август 1885)
- Майор (17 април 1887)
- Подполковник (2 август 1891)
- Полковник (2 август 1895)
- Генерал-майор (15 ноември 1900)

## Награди
- Военен орден „За храброст“ III степен, 2-ри клас и IV степен, 2-ри клас
- Царски орден „Св. Александър“ II степен без мечове, III степен и IV степен с мечове
- Орден „За заслуга“